# Song Sang-hyun
Song Sang-hyun (ur. 21 grudnia 1941) – południowokoreański prawnik, od 2003 sędzia, a od 2009 również przewodniczący Międzynarodowego Trybunału Karnego.
Prof. prawa karnego i postępowania karnego, specjalista problematyki świadków w prawie karnym. Członek komitetu doradczego przy Sądzie Najwyższym Korei Południowej oraz przy Ministerstwie Sprawiedliwości, brał aktywny udział w pracach nad reformą kodyfikacji prawa karnego materialnego i procesowego w systemie koreańskim. Wielokrotnie występował jako visiting professor na uczelniach w Australii, Nowej Zelandii i USA.
Zajmuje się również prawem humanitarnym i problematyką przestrzegania praw człowieka. W lutym 2003 został wybrany na sędziego Międzynarodowego Trybunału Karnego na 3-letnią kadencję, w styczniu 2006 na dalsze 9 lat. Jest autorem licznych publikacji z różnych gałęzi prawa. W 2009 został wybrany przewodniczącym Trybunału na trzyletnią kadencję. Orzeka w Izbie Odwoławczej Trybunału.